# ドナ・ベキッチ
ドナ・ベキッチ（Donna Vekić, 1996年6月28日 - ）は、クロアチア・オシエク出身の女子プロテニス選手。これまでにWTAツアーでシングルス4勝を挙げている。身長179cm、体重64kg。右利き、バックハンド・ストロークは両手打ち。WTAランキング最高位はシングルス19位。

## 来歴
6歳からテニスを始める。2012年にプロに転向する。
4大大会では2013年全豪オープンで初出場し、2回戦でキャロライン・ウォズニアッキに 1–6, 4–6 で敗れた。
2014年4月のクアラルンプール大会の決勝でドミニカ・チブルコバを 5–7, 7–5, 7–6(4) で破りツアー初優勝を果たした。
2017年6月のノッティンガム大会でジョアンナ・コンタを 2–6, 7–6(3), 7–5 で破り3年ぶりのツアー2勝目を挙げた。
2018年ウィンブルドン選手権では1回戦で第4シードのスローン・スティーブンスを 6–1, 6–3 で破る殊勲を挙げ4回戦まで進出した。4回戦でユリア・ゲルゲスに 3–6, 2–6 で敗れた。9月の東レ パン・パシフィック・オープン・テニストーナメントではシングルスでベスト4に進出した。
2019年全仏オープンでシングルス4回戦に進出した。2019年全米オープンは自己最高のベスト8に進出した。2019年11月4日付のランキングで自己最高の19位を記録している。

## WTAツアー決勝進出結果

### シングルス: 8回 (2勝6敗)
| 大会グレード                  |
| ----------------------------- |
| グランドスラム (0–0)          |
| WTAファイナルズ (0–0)         |
| プレミア・マンダトリー (0–0)  |
| プレミア5 (0-0)               |
| WTAエリート・トロフィー (0-0) |
| プレミア (0–1)                |
| インターナショナル (2–5)      |

| 結果   | No. | 決勝日        | 大会                 | サーフェス | 対戦相手                   | スコア              |
| ------ | --- | ------------- | -------------------- | ---------- | -------------------------- | ------------------- |
| 準優勝 | 1.  | 2012年9月15日 | タシケント           | ハード     | イリーナ＝カメリア・ベグ   | 4–6, 4–6            |
| 準優勝 | 2.  | 2013年6月16日 | バーミンガム         | 芝         | ダニエラ・ハンチュコバ     | 6–7(5), 4–6         |
| 優勝   | 1.  | 2014年4月10日 | クアラルンプール     | ハード     | ドミニカ・チブルコバ       | 5–7, 7–5, 7–6(4)    |
| 準優勝 | 3.  | 2015年9月28日 | タシケント           | ハード     | 日比野菜緒                 | 2–6, 2–6            |
| 優勝   | 2.  | 2017年6月18日 | ノッティンガム       | 芝         | ジョアンナ・コンタ         | 2–6, 7–6(3), 7–5    |
| 準優勝 | 4.  | 2018年8月5日  | ワシントンD.C.       | ハード     | スベトラーナ・クズネツォワ | 6–4, 6–7(7), 2–6    |
| 準優勝 | 5.  | 2019年2月3日  | サンクトペテルブルク | ハード     | キキ・ベルテンス           | 6–7(2), 4–6         |
| 準優勝 | 6.  | 2019年6月16日 | ノッティンガム       | 芝         | キャロリン・ガルシア       | 6–2, 6–7(4), 6–7(4) |

## 4大大会シングルス成績
略語の説明
| W | F | SF | QF | #R | RR | Q# | LQ | A | Z# | PO | G | S | B | NMS | P | NH |

W=優勝, F=準優勝, SF=ベスト4, QF=ベスト8, #R=#回戦敗退, RR=ラウンドロビン敗退, Q#=予選#回戦敗退, LQ=予選敗退, A=大会不参加, Z#=デビスカップ/BJKカップ地域ゾーン, PO=デビスカップ/BJKカッププレーオフ, G=オリンピック金メダル, S=オリンピック銀メダル, B=オリンピック銅メダル, NMS=マスターズシリーズから降格, P=開催延期, NH=開催なし.
| 大会           | 2012 | 2013 | 2014 | 2015 | 2016 | 2017 | 2018 | 2019 | 2020 | 通算成績 |
| -------------- | ---- | ---- | ---- | ---- | ---- | ---- | ---- | ---- | ---- | -------- |
| 全豪オープン   | A    | 3R   | 1R   | 1R   | 1R   | 2R   | 2R   | 2R   | 3R   | 6–8      |
| 全仏オープン   | A    | 1R   | 1R   | 3R   | 1R   | 1R   | 2R   | 4R   |      | 6–7      |
| ウィンブルドン | A    | 1R   | 2R   | LQ   | 1R   | 2R   | 4R   | 1R   |      | 5–6      |
| 全米オープン   | LQ   | 2R   | 1R   | LQ   | LQ   | 3R   | 1R   | QF   |      | 7–5      |